# Grönbrednäbbar
Grönbrednäbbar (Calyptomenidae) är en familj av ordningen tättingar. Den omfattar sex arter i två släkten, det ena förekommande i tropiska Afrika, det andra i Sydostasien:
- Calyptomena
  - Smaragdbrednäbb (C. viridis)
  - Blåbröstad brednäbb (C. hosii)
  - Svartstrupig brednäbb (C. whiteheadi)
- Smithornis
  - Afrikansk brednäbb (S. capensis)
  - Gråhuvad brednäbb (S. sharpei)
  - Rödsidig brednäbb (S. rufolateralis)

Familjen inkluderas tidigare i familjen Eurylaimidae, men genetiska studier visar att de inte är varandras närmaste släktingar.